# Гигантские амбистомы
Гигантские амбистомы (Dicamptodon) — род хвостатых земноводных из семейства амбистомовых. Некоторые источники выделяют род в самостоятельное семейство Dicamptodontidae.
Включает 4 вида обитающих на западном побережье США и в Британской Колумбии.

## Классификация
- Dicamptodon aterrimus
- Dicamptodon copei — Амбистома Копа
- Dicamptodon ensatus — Тихоокеанская амбистома
- Dicamptodon tenebrosus